# Камара, Дьоманси
Дьоманси́ Мехди́ Камара́ (фр. Diomansy Mehdi Kamara; 8 ноября 1980, Париж, Франция) — сенегальский футболист, нападающий. Выступал в сборной Сенегала.

## Биография

### Клубная карьера
Футбольную карьеру начал во французском любительском клубе «Ред Стар».
В 1999 году заключил контракт с клубом серии C2 «Катандзаро», в котором провел 2 сезона.
В 2001 году перешёл в клуб «Модена», который вышел из Серии C в Серию B. В сезоне 2001/02 клуб «Модена» занял 2-е место в чемпионате и получил право выступать в высшей лиге итальянского чемпионата. Камара постоянно выходил в основном составе команды. После того, как в сезоне 2003/04 клуб занял 16-е место и перешёл в Серию B, игрок был отдан в аренду английскому клубу премьер-лиги «Портсмут».
В октябре 2004 года игрок получил травму колена и выбыл из строя на 3 месяца. В итоге, он выходил на поле 29 раз и забил за «Портсмут» 4 гола.
В июле 2005 года за 1,5 миллиона фунтов стерлингов перешёл в клуб «Вест Бромвич Альбион», который выступал в английской премьер-лиге. Сезон 2005/06 получился неудачным как для игрока, так и для клуба. Выходя на поле в 26 матчах, игрок смог отличиться лишь однажды — в матче 16-го тура против «Манчестер Сити». «Вест Бромвич Альбион» занял итоговое 19-е место и перешёл в Чемпионат Футбольной Лиги.
В сезоне 2006/07 игрок проявил себя с самой лучшей стороны. Забив 21 гол, занял 3-е место в списке бомбардиров чемпионата футбольной лиги, причем в 6 матчах забивал по 2 гола. Также Камара был признан игроком месяца в октябре 2006 года. Клуб занял 4-е место в чемпионате и получил право играть за место в премьер-лиге. В полуфинале со счетом 4—2 был обыгран «Вулверхэмптон Уондерерс», но в финале «Вест Бромвич Альбион» уступил 0—1 клубу «Дерби Каунти».
9 июля 2007 года за 6 миллионов фунтов стерлингов был куплен клубом английской премьер-лиги «Фулхэм». От футболиста ждали яркой игры, но Камара ничем себя не проявил — выходя на поле в 28 играх, забил 5 мячей. Английская газета The Sun поставила трансфер Камара на 5-е место в списке худших трансферов английских клубов сезона 2007/08. В актив игрока можно занести лишь блестящую игру в матче 36 тура против «Манчестер Сити». При счете 0—2, на 70-й минуте Камара сократил отставание в счете, а на 2-й минуте добавленного судьей времени забил победный гол. 21 июня 2008 года в отборочном матче Чемпионата мира по футболу 2010 года Сенегал — Танзания Камара получил травму колена. В июле ему была сделана операция. Вернулся в основной состав «Фулхэма» в феврале 2009 года. В сезоне 2008/09 клуб занял 7-е место и получил право выступать в Лиге Европы. В июле 2011 года подписал контракт с турецким «Эскишехирспор».

### Сборная Сенегала
За сборную выступает с 2003 года. Играл за сборную на финальных стадиях Кубка африканских наций 2006 и 2008 годов. Лучший результат — 4-е место в 2006 году.